# Raimond Lecourt
Raimond Lecourt, né le 25 janvier 1882 au Havre, et mort le 1er janvier 1946 à Fontaine-la-Mallet, est un peintre français.
Élève de l'École des beaux-arts du Havre sous la direction de Charles Lhuillier, puis de Léon Bonnat à l'École des beaux-arts de Paris. Il habite ensuite à Fontaine-la-Mallet, où il vit en contact permanent avec le terroir normand, son sujet de prédilection.

## Biographie
Raimond-Louis-Vincent naît au no 20 de la rue de la Digue au Havre, d’un père bas-normand et d’une mère malouine. Il perd sa mère en 1889 et son père en 1894. Recueilli par un oncle employé de banque, il est placé en 1895 chez un architecte havrais. Son passage à l’école communale avait été sans histoire, à cela près que son instituteur, fermé aux beautés du croquis, sanctionnait avec sévérité les « gribouillages » dont il parsemait les marges de ses cahiers.
Séduit par les dons précoces de son employé, l’architecte le fait entrer à l’École des beaux-arts du Havre. Le directeur en était Charles Lhuillier, pédagogue sachant faire éclore les talents sans les écraser sous son enseignement.
En 1899, Raimond Lecourt obtient le prix d’honneur du cours supérieur avec la médaille d’argent de la Ville. Une bourse municipale qui lui permet d’entrer à l’École des beaux-arts de Paris dans l’atelier du peintre Léon Bonnat. Il y retrouve ses camarades havrais qui l’y avaient précédé : Othon Friesz, Raoul Dufy, les frères René et Henri de Saint-Delis.
Il débute au Salon des artistes français de 1901 avec sa toile Le Herseur. Il termine ses études dans l’atelier de Luc-Olivier Merson et c’est à peu près à cette époque qu’il prit l’habitude de passer ses vacances à Fontaine-la-Mallet avec son camarade Othon Friesz. Il s’y installe définitivement en 1907, après un voyage en Bretagne d’où il rapporte de nombreux croquis et des portraits.
De novembre 1904 à septembre 1905, il effectue son service militaire au 74e régiment d'infanterie.
Lors de la Première Guerre mondiale, il est mobilisé le premier août 1914 dans le même régiment et se conduit en héros, décoré de la Croix de guerre et de la Médaille militaire. Au cours d’un engagement à Courcy-Brimont, le 14 septembre, il est blessé d'un coup de feu à l'avant-bras droit. Il dessine de la main gauche puis, au prix d’une longue rééducation, il retrouve l’usage de la main droite.
Il est alors en possession de son talent. Il est sociétaire de la Société des artistes français, expose également au Salon des indépendants, et fait des envois réguliers aux Salons. De nombreuses toiles de lui figurent au Danemark, en Allemagne, aux États-Unis, au Japon, en Grande-Bretagne où les chiens de la duchesse de Manchester lui doivent l’immortalité.

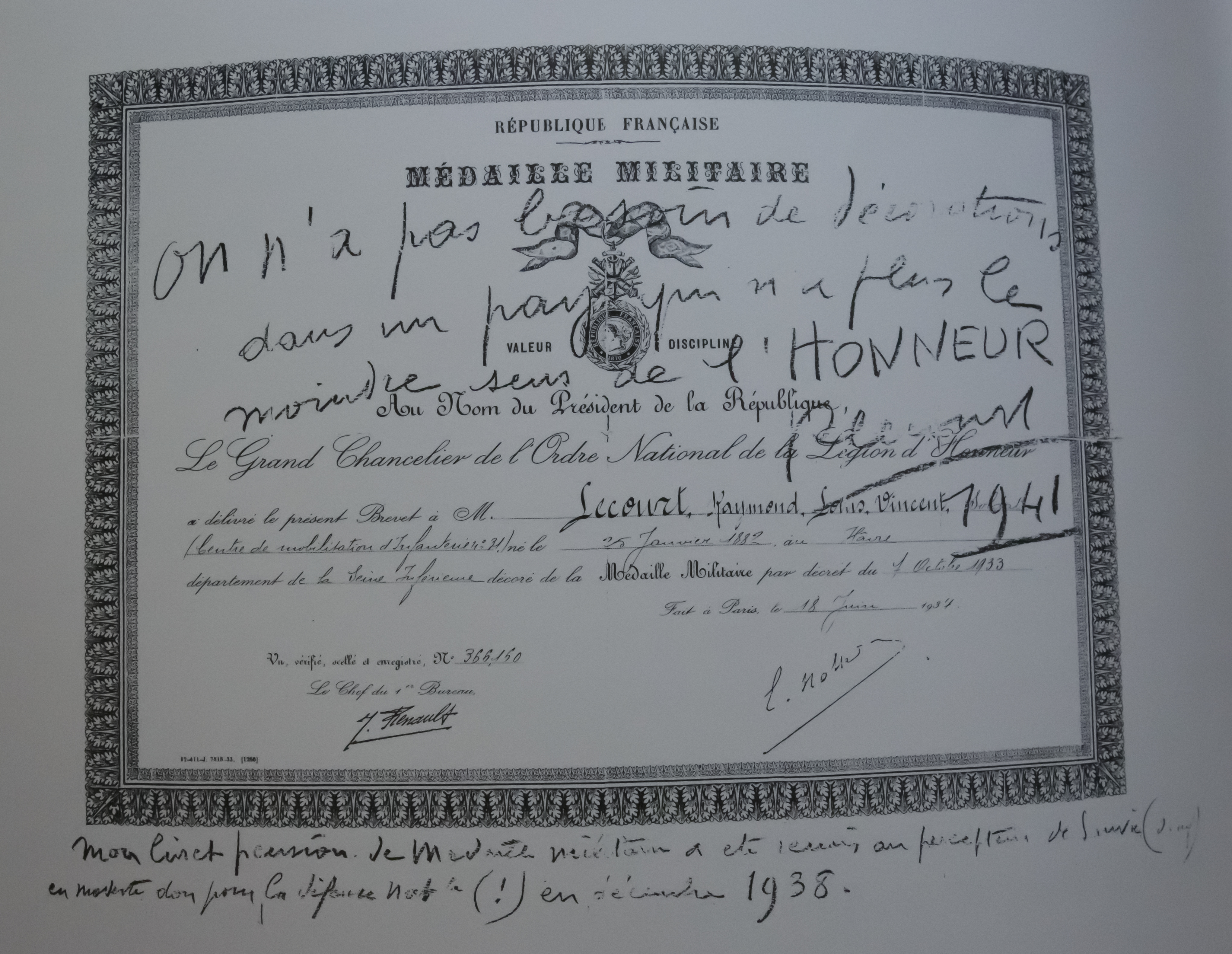

Puis c’est la Seconde Guerre mondiale. Raimond Lecourt supporte très mal l’Occupation. Après la poignée de main de Montoire, il renvoie à la Chancellerie sa médaille militaire accompagnée de ce commentaire : « On n’a pas besoin de décorations dans un pays qui n’a plus le sens de l’honneur »[réf. nécessaire].
Durant cette période, il réside chez Charles Toussaint, un courtier havrais et compagnon du 74e régiment d'infanterie, au manoir de Frescinet, propriété qui disparaîtra sous les bombardements du 11 septembre 1944. À cette époque, il peint essentiellement sur du bois, les toiles étant rares et coûteuses.
Dans l’hiver 1943-1944, il est renversé par un camion militaire qui dérape sur le verglas. En septembre 1944, durant les combats de la libération du port du Havre, le village de Fontaine-la-Mallet, où il habitait, disparaît sous les bombes. Sa maison, son atelier, ses notes et croquis sont détruits. Il se remet au travail avec courage, mais quelque chose s’était brisé en lui. L’hiver suivant, il prend froid et attrape une pneumonie qui l’emporte en huit jours, ne pouvant être correctement soigné à la suite du refus d’un colonel de l’armée américaine, qui rembarquait au Havre, de donner à des civils de la pénicilline que les Américains étaient seuls à posséder à l’époque.
Ses amis le pleurèrent. Les autres se dirent que disparaissait un bon artisan de la peinture cauchoise qui savait si bien rendre les chevaux de labour, les vaches normandes, les écuries et les cours plantées. On sait maintenant que Raimond Lecourt était autre chose qu’un brave homme qui élevait sa nombreuse famille en exécutant avec application les commandes de ses clients. C’est un grand peintre, l’un des chefs de file de la solide école de la peinture normande du premier milieu du XXe siècle.
Il repose au cimetière de Fontaine-la-Mallet.

## Distinctions
- Croix de guerre 1914–1918
- Médaille militaire

## Œuvres dans les collections publiques
- Fécamp, Musée des Pêcheries :
  - Le toucheur de bestiaux, huile sur toile ;
  - Chevaux à l'écurie, huile sur toile ;
- Le Havre, musée d'art moderne André-Malraux :
  - Cheval sur les falaises de Bléville, huile sur toile ;
  - L'Effort, huile sur toile ;
  - Le Labour à Bréauté, huile sur toile ;
  - Marché à Trouville, huile sur toile ;
  - Troupeau de vaches sur la route de Tancarville, huile sur toile ;
  - Vallée de Montivilliers - maison de Lecourt, huile sur toile ;
- Lillebonne, Musée municipal : Marché aux bestiaux à Lillebonne, huile sur toile ;
- Martainville-Épreville, musée des Traditions et Arts Normands : Ferme à Réauté, huile sur toile ;
- Pont-Audemer, musée Alfred-Canel : Vaches à l'abreuvoir, huile sur toile ;
- Vernon, musée Alphonse-Georges-Poulain : Cheval d'attelage, huile sur toile.

## Expositions
- 24e exposition de la Société des artistes rouennais, 1933
- Exposition permanente au château d'Ételan (Seine-Maritime) de juin à septembre.

## Galerie

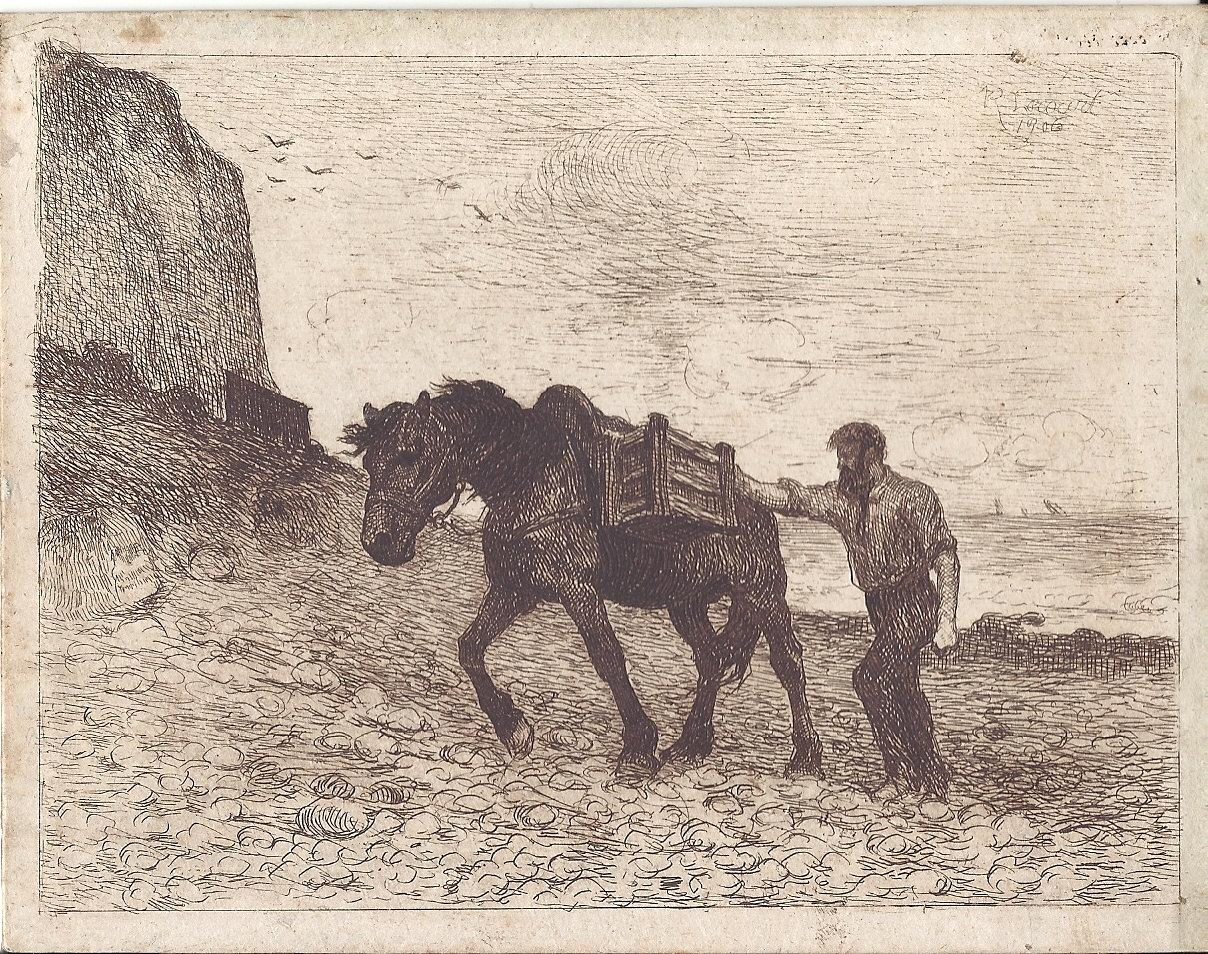
Sous la falaise, le monteur de plomb, dessin à la plume, signé en haut à droite, 1906.
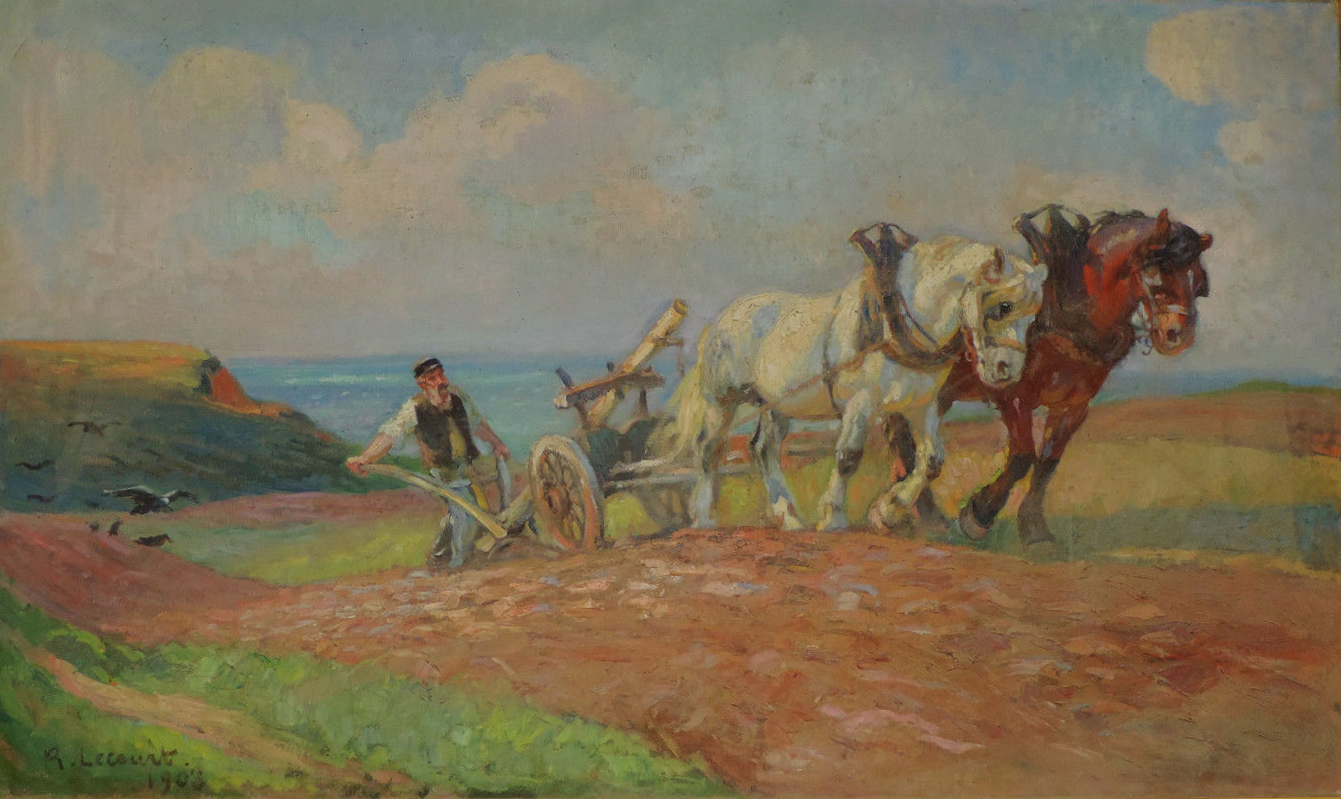
Huile sur toile.
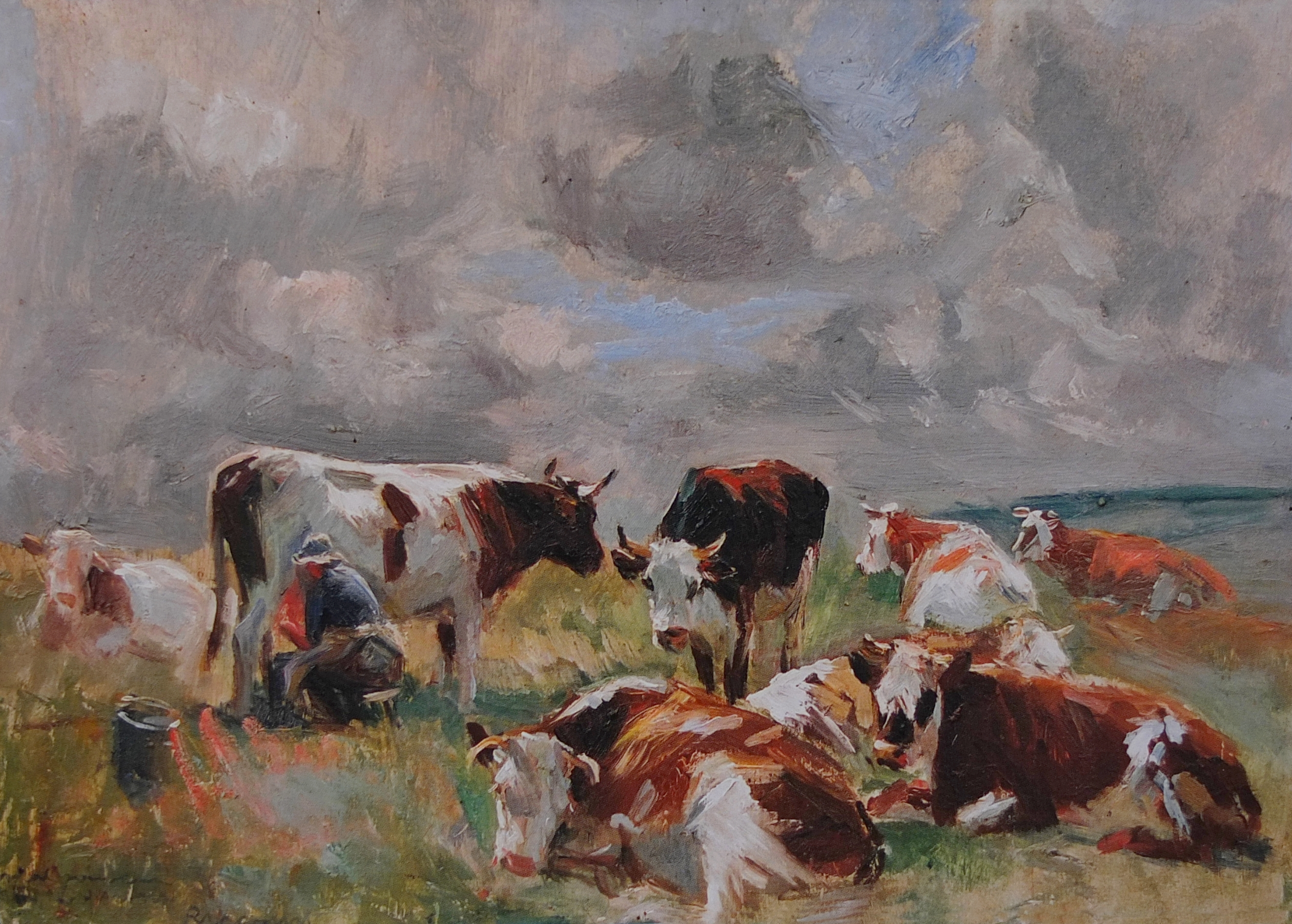
Étude de vaches au pré - Non daté.
Château de la vallée de l'Orne. Huile sur toile.
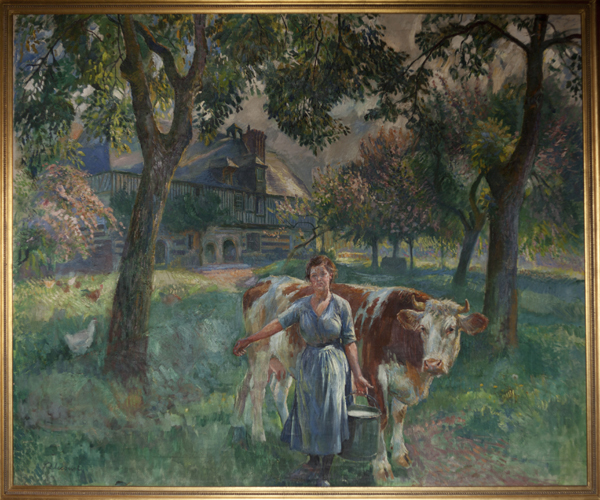
Martainville-Épreville.